# Rajd Arktyczny 1972

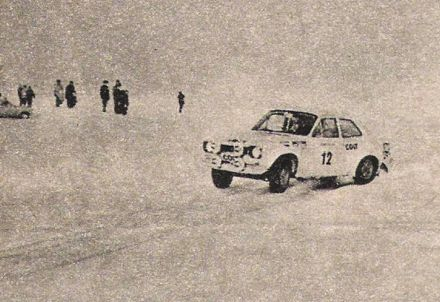
Timo Mäkinen podczas rajdu

Rajd Arktyczny 1972 (7. Arctic Tunturiralli) – 7 edycja rajdu samochodowego Rajd Arktyczny rozgrywanego w Finlandii. Rozgrywany był od 4 do 6 lutego 1972 roku. Była to pierwsza runda Rajdowych Mistrzostw Europy w roku 1972.

## Klasyfikacja rajdu
| Miejsce                      | Kierowca                     | Pilot                        | Samochód                     | Czas                         | Strata                       |                              |
| Klasyfikacja generalna i ERC | Klasyfikacja generalna i ERC | Klasyfikacja generalna i ERC | Klasyfikacja generalna i ERC | Klasyfikacja generalna i ERC | Klasyfikacja generalna i ERC | Klasyfikacja generalna i ERC |
| ---------------------------- | ---------------------------- | ---------------------------- | ---------------------------- | ---------------------------- | ---------------------------- | ---------------------------- |
| 1.                           | Leo Kinnunen                 | Atso Aho                     | Porsche 911 S                | 6:56:30                      | 0.0                          |                              |
| 2.                           | Timo Mäkinen                 | Erkki Salonen                | Ford Escort RS 1600 MkI      | 7:01:20                      | +4:50                        |                              |
| 3.                           | Tapio Rainio                 | Erkki Nyman                  | Opel Ascona A 1900           | 7:12:1                       | +15:45                       |                              |
| 4.                           | Antti Ojanen                 | Heikki Miikki                | Opel Ascona                  | 7:19:06                      | +22:36                       |                              |
| 5.                           | Pertti Lehtonen              | Risto Virtanen               | Saab 96 V4                   | 7:29:17                      | +32:47                       |                              |
| 6.                           | Esa Nuuttila                 | Antti Kivimaa                | Opel RK                      | 7:39:45                      | +43:15                       |                              |
| 7.                           | Arto Huhtasalo               | Juhani Paalama               | Volvo 142                    | 7:50:30                      | +54:00                       |                              |
| 8.                           | Lasse Sirviö                 | Martti Heiskanen             | Volkswagen 1302 S            | 7:52:02                      | +55:32                       |                              |
| 9.                           | Aarno Erola                  | Pertti Kärhä                 | Saab 96 V4                   | 7:55:37                      | +59:07                       |                              |
| 10.                          | Eeva Heinonen                | Seija Saaristo-Kivistö       | Volvo 142                    | 8:05:35                      | +1:09:05                     |                              |